# Big Six (Premier League)

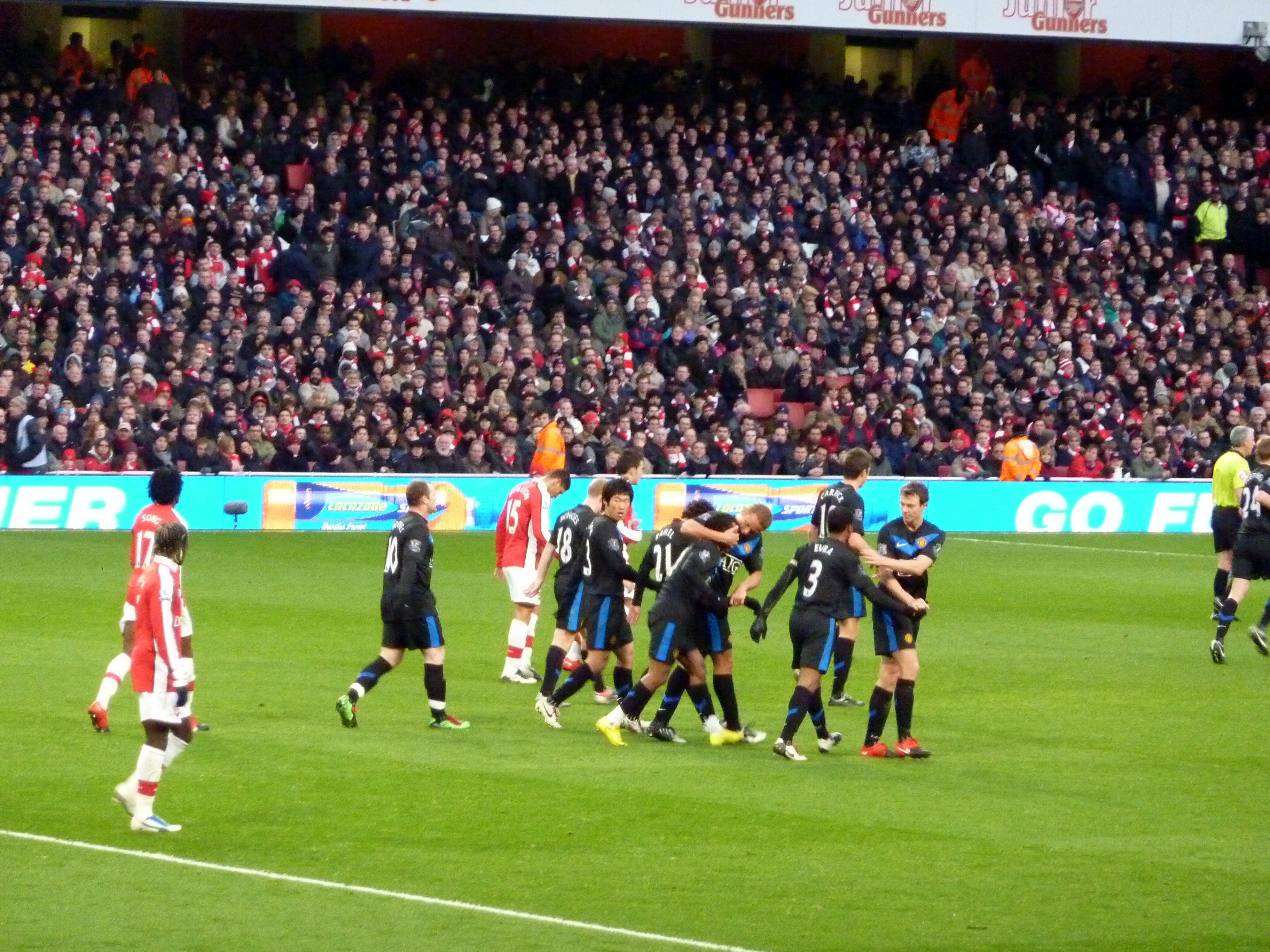
"Big Two" na década de 1990 – Arsenal e Manchester United

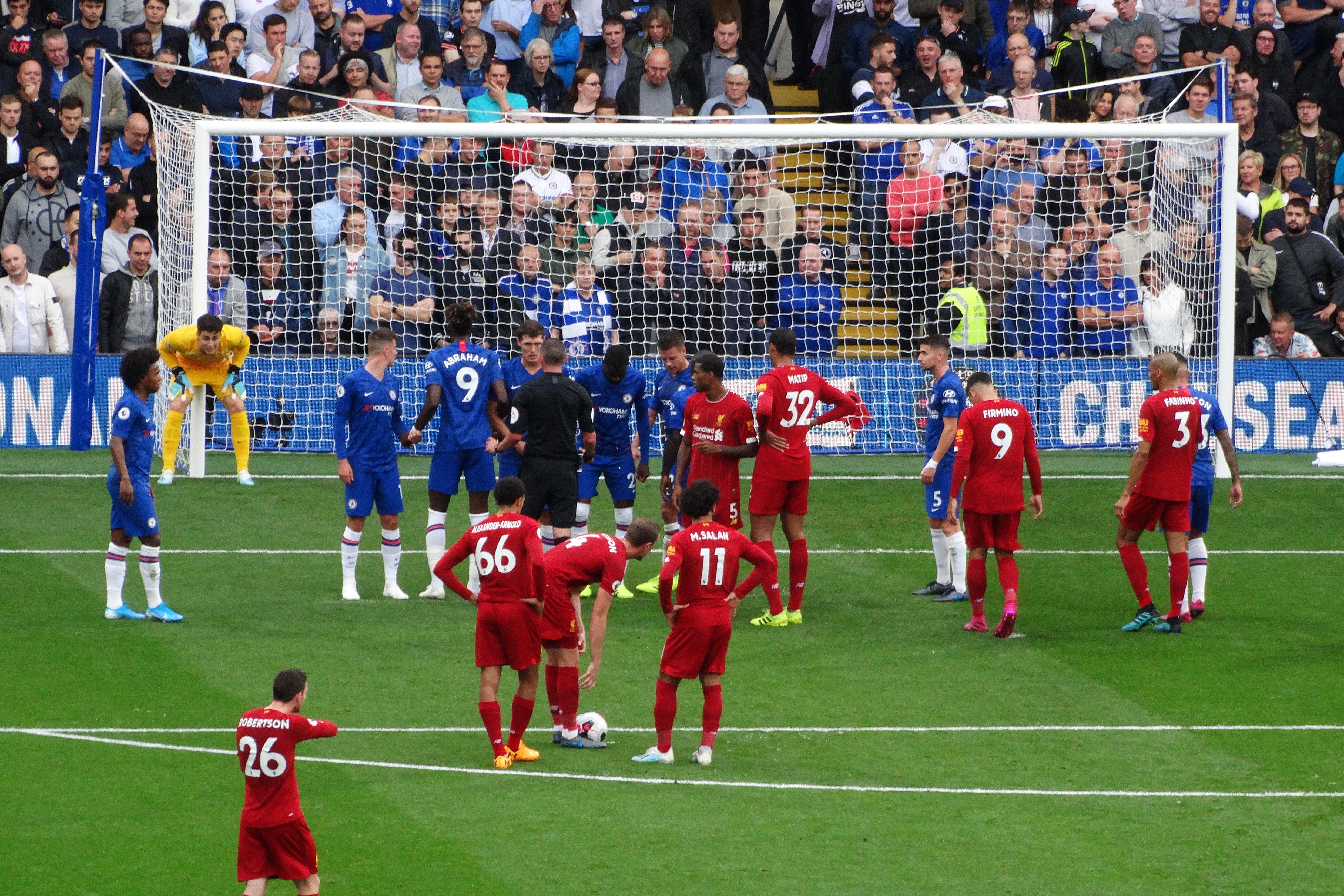
Expansão com Chelsea e Liverpool para formar o "Big Four"

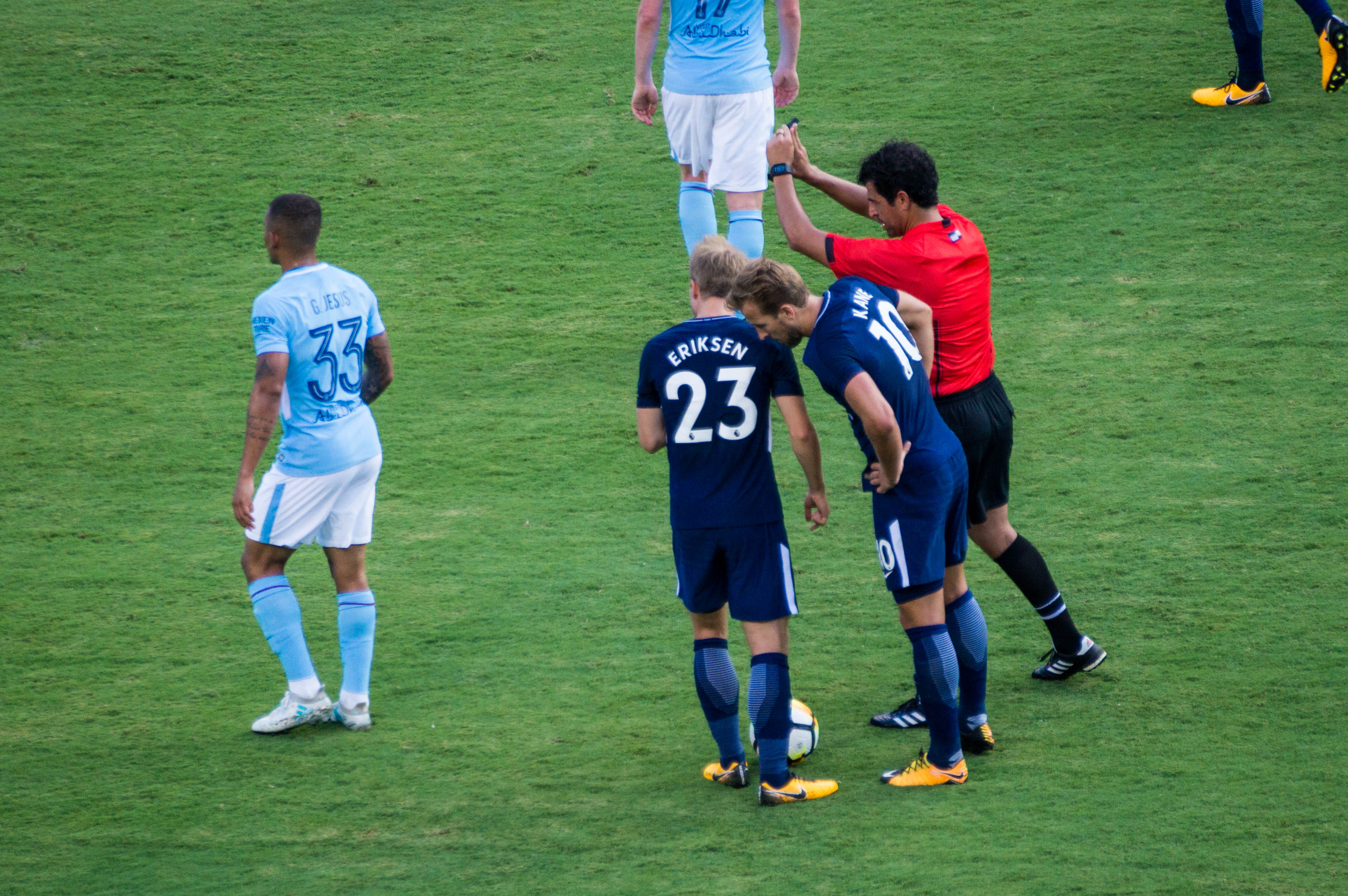
Adições do Manchester City e do Tottenham Hotspur para formar o "Big Six"

Big Six ("Seis Grandes") é um termo informal em inglês usado para descrever um grupo de seis clubes da Premier League — Arsenal, Chelsea, Liverpool, Manchester City, Manchester United e Tottenham Hotspur — frequentemente reconhecidos por seu sucesso contínuo e força financeira na competição. Embora não seja uma designação oficial, os clubes deste grupo têm sido normalmente responsáveis por pelo menos metade da receita anual total gerada pelos clubes da Premier League desde 2004.
O conceito surgiu pela primeira vez na década de 1980 como os Big Five, composto por Arsenal, Everton, Liverpool, Manchester United e Tottenham Hotspur. No final da década de 1990 e no início da década de 2000, um duopólio foi formado entre o Manchester United e o Arsenal devido ao seu domínio em títulos da liga. O termo Big Four ganhou destaque no início dos anos 2000, quando o Chelsea e o Liverpool passaram a terminar consistentemente entre os quatro primeiros da liga. No início da década de 2010, o Manchester City e o Tottenham Hotspur começaram a competir regularmente no topo da tabela, levando à expansão informal para o Big Six.

## História
| Temporada                                                       | ARS | CHE | LIV | MCI | MUN | TOT |
| --------------------------------------------------------------- | --- | --- | --- | --- | --- | --- |
| 2009–10                                                         | 3   | 1   | 7   | 5   | 2   | 4   |
| 2010–11                                                         | 4   | 2   | 6   | 3   | 1   | 5   |
| 2011–12                                                         | 3   | 6   | 8   | 1   | 2   | 4   |
| 2012–13                                                         | 4   | 3   | 7   | 2   | 1   | 5   |
| 2013–14                                                         | 4   | 3   | 2   | 1   | 7   | 6   |
| 2014–15                                                         | 3   | 1   | 6   | 2   | 4   | 5   |
| 2015–16                                                         | 2   | 10  | 8   | 4   | 5   | 3   |
| 2016–17                                                         | 5   | 1   | 4   | 3   | 6   | 2   |
| 2017–18                                                         | 6   | 5   | 4   | 1   | 2   | 3   |
| 2018–19                                                         | 5   | 3   | 2   | 1   | 6   | 4   |
| 2019–20                                                         | 8   | 4   | 1   | 2   | 3   | 6   |
| 2020–21                                                         | 8   | 4   | 3   | 1   | 2   | 7   |
| 2021–22                                                         | 5   | 3   | 2   | 1   | 6   | 4   |
| 2022–23                                                         | 2   | 12  | 5   | 1   | 3   | 8   |
| 2023–24                                                         | 2   | 6   | 3   | 1   | 8   | 5   |
| 2024-25                                                         | 2   | 4   | 1   | 3   | 15  | 17  |
| Campeões da liga Liga dos Campeões Liga Europa Liga Conferência |     |     |     |     |     |     |

### Big Five(1981–1996)
Na década de 1980, surgiu um grupo conhecido como Big Five, composto por Manchester United, Liverpool, Everton, Arsenal e Tottenham Hotspur. Antes disso, não havia um "grupo de elite" claro no futebol inglês. Esses clubes dominaram as principais competições na década de 1980. Três clubes (Arsenal, Everton e Liverpool) dominaram o título da Primeira Divisão entre 1982 e 1991.
Em outubro de 1990, os Big Five se reuniram para discutir a criação da Premier League [en], que acabaria sendo fundada em 1992.

### Big Two(1996–2003)
O Manchester United terminou em primeiro lugar em cinco das sete primeiras temporadas e em segundo nas outras duas. Após a nomeação de Arsène Wenger como treinador principal em 1996, o Arsenal passou a competir em um nível mais alto de competitividade com o Manchester United, com os dois clubes dominando as duas primeiras posições da Premier League entre 1998 e 2003. Como resultado, eles foram reconhecidos como os "Big Two" (Dois Grandes) da Premier League pela grande mídia.  O Manchester United conquistou cinco títulos da liga (1999–2000, 2000–01, 2002–03, 2006–07, 2007–08), enquanto o Arsenal garantiu dois (2001–02, 2003–04). A temporada invicta do Arsenal em 2003-04 rendeu ao time o apelido de "Os Invencíveis" (The Invincibles), sendo o único clube a alcançar esse feito na era da Premier League.
O Liverpool começou a desafiar os Big Two a partir de 2001, devido à sua conquista da "tríplice coroa" com a vitória na Copa da UEFA, a Copa da Liga Inglesa e a Copa da Inglaterra, além do seu atacante Michael Owen ter conquistado a Bola de Ouro no mesmo ano. Além disso, o clube terminou consistentemente entre os seis primeiros da Premier League no início dos anos 2000. No entanto, os Big Two continuaram a dominar na Premier League. No ano seguinte, o Liverpool terminou em segundo lugar, tornando-se o primeiro clube fora dos Big Two a terminar entre os dois primeiros da Premier League desde o Newcastle United em 1997. No entanto, os Big Two retomariam o domínio das duas primeiras posições na temporada seguinte.

### Big Four(2003–2009)
Em 2003, o Chelsea foi comprado pelo empresário russo Roman Abramovich, o que levou o clube a melhorar seu desempenho e ganhar maior reconhecimento. Isso, junto ao crescente sucesso do Liverpool, eventualmente formou um Big Four com Arsenal e Manchester United. Entre 2004 e 2009, o Big Four dominou as quatro primeiras posições da Premier League, com o Everton, em 2005, sendo a única exceção de um clube fora desse grupo a terminar entre os quatro primeiros nesse período. De 2005 a 2012, os clubes do Big Four estiveram presentes em sete das oito finais da Liga dos Campeões, com Liverpool, Manchester United e Chelsea ganhando um título cada, enquanto o Arsenal terminou como vice-campeão em 2006.

### Big Six(2009–presente)
Após uma aquisição pelo Abu Dhabi United Group e o consequente aumento dos investimentos, o Manchester City começou a contratar jogadores de alto nível e se classificou para a Liga dos Campeões da UEFA em 2011, pela primeira vez em sua história, além de ganhar o título da Premier League na temporada 2011-12. O Tottenham Hotspur, sob a gestão de Harry Redknapp entre 2009 e 2012, terminou em 4.º e 5.º lugar consistentemente, o que levou à sua inclusão no Big Four junto com o Manchester City, formando assim o Big Six.
Os Big Six dominaram as posições entre os quatro primeiros na Premier League entre 2010 e 2022, com a temporada 2015-16 sendo a única sem um clube do Big Six entre os quatro primeiros, terminando com o Leicester City se tornando o campeão pela primeira vez. Nas temporadas entre 2010 e 2024, houve doze ocorrências de um clube do Big Six que não terminou entre os seis primeiros e, entre 2019 e 2024, houve uma temporada em que todos os clubes do Big Six terminaram entre os seis primeiros da liga, um movimento que ocorreu entre as temporadas 2016–17 e 2019–20, quando os Big Six ocuparam todas as seis primeiras posições.
Em 2021, foi fundada a Superliga Europeia, competição criada com o propósito de substituir a Liga dos Campeões da UEFA, composta pelos Big Six e outros seis clubes das cinco grandes ligas da Europa. Após receberem críticas negativas do governo do Reino Unido, da Associação de Futebol e da Premier League, os clubes do Big Six retiraram suas filiações à Superliga e foram multados em um total de 22 milhões de libras pelas duas últimas organizações, além de estarem sujeitos a penalidades futuras, incluindo uma dedução de 30 pontos e uma multa de 25 milhões de libras em caso de tentativas futuras de ingressar em uma liga similar. Um órgão regulador independente liderado pelos torcedores foi posteriormente formado pelo governo, encarregando os clubes da Premier League de gerenciar uma parte substancial de seu financiamento.
Em 2022 e 2023, os clubes do Big Six geraram uma receita anual entre 372 milhões e 713 milhões de libras. Em 2021, o gasto médio dos clubes do Big Six em transferências foi de 50,9 milhões de libras, mais do que o dobro do valor gasto por qualquer outro clube na liga. O Herald os descreveu como clubes com "os maiores saldos bancários e as maiores bases de torcedores".

## Rivalidades
Existem várias rivalidades entre os clubes do Big Six. Existem várias rivalidades entre os clubes do Big Six. As rivalidades do Arsenal incluem a rivalidade entre Arsenal F.C. e Chelsea F.C., rivalidade entre Arsenal F.C. e Manchester City F.C., rivalidade entre Arsenal F.C. e Manchester United F.C. e rivalidade entre Arsenal F.C. e Tottenham Hotspur F.C., enquanto o Liverpool foi descrito como seus "aliados" pelo The Guardian.  As rivalidades do Chelsea com os outros clubes, além da do Arsenal, incluem a rivalidade entre Chelsea F.C. e Liverpool F.C. e rivalidade entre Chelsea F.C. e Tottenham Hotspur F.C., enquanto as rivalidades do Liverpool incluem rivalidade entre Liverpool F.C. e Manchester City F.C. e rivalidade entre Liverpool F.C. e Manchester United F.C. A rivalidade entre o Manchester City e o Manchester United, derivada dos clubes sediados em Manchester, foi chamada de dérbi de Manchester. A rivalidade entre o Manchester City e o Chelsea surgiu a partir dos sucessos dos clubes na Liga dos Campeões da UEFA na década de 2020, enquanto o Chelsea também compartilhou uma rivalidade com o Manchester United no final da década de 2010.

## Títulos
Cada clube venceu a Premier League ou a Primeira Divisão pelo menos uma vez, com Arsenal, Liverpool, Manchester City e Manchester United vencendo mais de dez vezes. O Arsenal e o Manchester United venceram a Copa da Inglaterra dez ou mais vezes, enquanto o Liverpool venceu a Liga dos Campeões da UEFA/Copa dos Clubes Campeões Europeus e a Liga Europa da UEFA, mais vezes do que os outros clubes do Big Six. A Supercopa da Inglaterra foi conquistada pelo Manchester United em vinte ou mais ocasiões.
| Clube             | Estádio                   | Cidade     | Treinador     | Títulos | Títulos | Títulos | Títulos | Títulos | Títulos | Títulos | Títulos | Títulos |
| Clube             | Estádio                   | Cidade     | Treinador     | PD      | CI      | CLI     | SI      | CC      | CU      | SU      | CM      | Total   |
| ----------------- | ------------------------- | ---------- | ------------- | ------- | ------- | ------- | ------- | ------- | ------- | ------- | ------- | ------- |
| Arsenal           | Emirates Stadium          | Londres    | Mikel Arteta  | 13      | 14      | 2       | 17      | 0       | 0       | 0       | 0       | 46      |
| Chelsea           | Stamford Bridge           | Londres    | Enzo Maresca  | 6       | 8       | 5       | 4       | 2       | 2       | 2       | 1       | 30      |
| Liverpool         | Anfield                   | Liverpool  | Arne Slot     | 19      | 8       | 10      | 16      | 6       | 3       | 4       | 1       | 67      |
| Manchester City   | Etihad Stadium            | Manchester | Pep Guardiola | 10      | 7       | 8       | 7       | 1       | 0       | 1       | 1       | 35      |
| Manchester United | Old Trafford              | Manchester | Ruben Amorim  | 20      | 13      | 6       | 21      | 3       | 1       | 1       | 1       | 66      |
| Tottenham Hotspur | Tottenham Hotspur Stadium | Londres    | Thomas Frank  | 2       | 8       | 4       | 7       | 0       | 2       | 0       | 0       | 23      |